# Faro Stella Maris
El faro Stella Maris  está ubicado en Concepción del Uruguay en la costa del río Uruguay en la provincia de Entre Ríos. Es el único faro fluvial de Argentina. 

## Descripción
El faro fue inaugurado el 11 de septiembre de 1949 y se encuentra sobre el canal de acceso al puerto de Concepción del Uruguay, en el extremo de un espigón de 140 metros de largo que se interna en el Río Uruguay. Tiene una estructura de 12 metros de alto; en la parte superior está la imagen de la Virgen Stella Maris, patrona de los navegantes, con una linterna intermitente de funcionamiento a gas. Este último detalle también lo hace único, ya que ningún otro faro en el mundo tiene un diseño con esta imagen, tan representativa para algunos de aquellos embarcados que navegan sobre esta zona del río Uruguay.